# Albert Sándor (újságíró)
Albert Sándor (Kolozsvár, 1926. január 18. –) magyar újságíró.

## Életrajza
Középiskoláit Nagyenyeden és Kolozsvárt végezte. Kolozsvárt szerzett magyar nyelv- és irodalomtanári oklevelet. 1953-tól Kolozsváron az Igazság c. napilap szerkesztőbizottságának tagja. 1957-től Bukarestben az Előre főszerkesztő-helyettese, 1968-ban Brassóba került az Új Idő hetilaphoz főszerkesztőnek, mely rövidesen felvette a Brassói Lapok nevet, s az ő irányítása alatt vállalta nagynevű elődjének irodalmi és publicisztikai hagyományát. 1976. május 20-án a Magyar Nemzetiségű Dolgozók Tanácsának plénumán kifejtette megyéje nemzetiségi oktatással kapcsolatos gondjait.